# سیارک ۶۸۷۸
سیارک ۶۸۷۸ (به انگلیسی: 6878 Isamu، نامگذاری:1994TN2) شش هزار و هشتصد و هفتاد و هشتمین سیارک کشف شده‌است که در ۲ اکتبر ۱۹۹۴ کشف شد.
قدر مطلق سیارک برابر ۱۳٫۴۰ است.